# لاريسا شوستر
لاريسا شوستر (بالإنجليزية: Larissa Schuster)‏ هي عالمة كيمياء حيوية أمريكية، ولدت في 1960 في كلارنس في الولايات المتحدة.